# Меланське графство

Герб графів де Мелан

Мела́нське графство (фр. Comtes de Meulan) — невелике графство на кордоні Іль-де-Франсу та Нормандії у Середньовіччі. Нині його територія входить до складу департаменту Івлін.

## Географія
Графство Мелан виникло наприкінці X століття на невеликій території вздовж Сени, судячи з усього виокремившись зі складу більш крупного графства Вексен. Первинно до складу графства входили землі правим берегом Сени від кордонів Нормандії до Мелана, а також деякі області на лівому березі, включаючи віконтство й місто Мант. У XI столітті Мант було втрачено, він перейшов під безпосереднє управління короля Франції. Адміністративним центром графства було місто Мелан. Іншими значимими населеними пунктами були Ла-Рош-Гвіон на нормандському кордоні, а також монастир Сен-Мартен-ла-Гаренн. Принаймні з XI століття графство було васалом королів Франції.

## Історія
Першим достовірно відомим графом Мелану був Галеран III де Мелан, який у документі 1015 року згадується з титулом графа. Про його попередників відомо мало. Можливо, вже у середині X століття на берегах Сени існувало невелике феодальне володіння з центром на річковому острові навпроти сучасного Мелана. Його правителі мали титул віконтів та підпорядковувались графам Вексену. Галеран III і його син Гуго проводили досить незалежну політику, опираючись спробам короля Франції розширити територію свого домену в Іль-де-Франсі. У 1077 році Вексен перейшов під владу короля Філіпа I, в результаті чого графи Меланські виявились прямими васалами французьких королів. Це змушувало їх шукати зближення з Нормандським герцогством, що було фактором стримування для експансії королівської влади в регіоні. Вже у 1045 році дочка Галерана III Аделіна була видана заміж за Рожера де Бомона, крупного нормандського аристократа й соратника Вільгельма Завойовника. Після смерті Аделіни 1081 року титул і володіння графа де Мелана перейшли до сина Рожера Роберта, що посідав одну з провідних позицій в адміністрації королів Англії й герцогів Нормандії.
Із загостренням франко-англійських відносин на початку XII століття становище Меланського графства, яке знаходилось на кордоні цих монархій, і його правителя, який був васалом двох королів, різко ускладнилось. Хоча Роберт де Бомон був пером короля Франції, центр його інтересів знаходився в Англії, де він 1107 року став графом Лестером. У збройному протистоянні королів Франції та Англії граф Меланський зайняв бік останньої. У 1109 році французький король Людовік VI зруйнував замок Мелан на острові, що змусило графа закласти нове місто Мелан на правому березі Сени. Острів, однак, зберіг своє значення для графства, ставши місцем збирання мита за провезення товарів річкою. Згодом графи Меланські перейшли на бік французького короля і стали одними з ініціаторів заколотів нормандських баронів проти жорсткої централізаторської політики Генріха I. Це призвело до конфіскації в 1124 році володінь Бомонів у Нормандії й арешту графа Галерана IV. Згодом його відпустили та упродовж кількох десятиліть відігравав одну з центральних ролей у політичній боротьбі як в Англії, так і в Нормандії. 
Меланське графство існувало до початку XIII століття. У 1203 році французький король Філіп II Август усунув останнього графа Меланського і захопив його територію. Наступного року була завойована Нормандське герцогство. Мелан увійшов до складу домену короля Франції.
У 1298 році Мелан та околиці увійшли до складу Евреського графства, переданого молодшому сину французького короля Філіпа III Людовіку д'Евре. У складі апанажу принців з Евре-Наваррської лінії Капетингів Мелан залишався до 1404 року, коли він знову повернувся у королівський домен. Згодом титул графа де Мелан надавався Олівьє ле Дену, фавориту Людовіка XI, та Франсуа Анжуйському, сину Генріха II, однак обидва вони не лишили спадкоємців.

## Список правителів Меланського графства

### Віконти Меланські
- до 985/987 : Галеран I де Мелан;
- після 985/987 : Галеран II де Мелан, син попереднього;
- до 1005 : Гуго I де Мелан, син попереднього.

### Графи Меланські
- 1005—1069 : Галеран III де Мелан, син попереднього;
- 1069—1077 : Гуго II де Мелан, син попереднього;
- 1077—1081 : Аделіна де Мелан, сестра попереднього, у шлюбі з Рожером де Бомоном, сеньйором Бомон-ле-Роже;
- 1081—1118 : Роберт I де Бомон, син попередньої, граф Лестер;
- 1118—1166 : Галеран IV де Бомон, син попереднього, граф Вустер;
- 1166—1204 : Роберт II де Бомон, син попереднього;
- 1182—1191 : Галеран V де Бомон, син попереднього.

- 1204 : Графство Мелан увійшло до складу домену королів Франції.

### Титулярні графи Меланські
- 1474—1484 : Олівьє ле Ден, фаворит французького короля Людовіка XI;
- 1582—1584 : Франсуа, син французького короля Генріха II, герцог Анжуйський.